# Christence Lykke
Christence Lykke (14. april 1636 på Gisselfeld – 31. juli 1667) var datter af den rige Frands Lykke og Elisabeth Brok, altså en søster til den bekendte, ulykkelige Cai Lykke.
Hun havde i sin barndom af Christian 4 været udset til brud for hans søn Ulrik Christian Gyldenløve, men blev den 9. september 1655 gift med Frants Brockenhuus til Sebber Kloster, der døde i 1660. Skønt den unge enke straks måtte sælge en del af sine store ejendomme, var hun dog et godt parti for den fremmede officer, Friedrich von Arenstorff, der søgte sin lykke og fandt den ved sit giftermål med hende den 4. november 1661. Hun ejede Svanholm i Horns Herred og Overgård ved Mariager, som hendes nye ægtemand opbyggede. Hun var gift med ham til hendes død den 31. juli 1667.
Hun blev begravet i København, men blev senere flyttet til St. Mortens kirke i Randers.